# 真洋
真洋（まひろ、1995年〈平成7年〉7月23日 - ）は、日本の女性歌手であり、日本の女性アイドルグループ乃木坂46、韓国のグローバルガールズグループZ-Girlsの元メンバーである。本名および乃木坂46での活動名義は、川村 真洋（かわむら まひろ）。韓国での活動名義は、MAHIRO（마히로）。大阪府出身。TWIN PLANET所属。

## 来歴
2009年（平成21年）6月、第1回アップフロント関西オーディションに合格。
2011年（平成23年）8月21日、『乃木坂46第1期メンバーオーディション』に合格、オーディションではaikoの「ボーイフレンド」を歌った。
2012年（平成24年）2月22日、乃木坂46の1stシングル「ぐるぐるカーテン」でCDデビュー。
2014年（平成26年）1月26日、乃木坂46の8thシングル「気づいたら片想い」で1stシングル以来、2回目の選抜入り。
2018年（平成30年）2月2日、乃木坂46からの卒業を発表。同年3月31日、乃木坂46としての活動を終了。
2019年（平成31年）2月23日、韓国を拠点に活動する多国籍アイドルグループ「Z-Girls」のメンバー「MAHIRO（마히로、マヒロ）」としてデビュー。
2021年（令和3年）5月17日、「Z-Girls」を脱退し、国内での活動を再開と同時に、芸能事務所「ゼスト」に所属したことが発表された。同年7月23日、「真洋(mahiro)」名義で1st配信シングル「GDBD」でソロデビュー。
2023年（令和5年）9月8日、芸能事務所「TWIN PLANET」に所属したことが発表された。

## 人物
愛称は、ろってぃー、まに。3つ上の姉がいる。
身長158 cm。血液型はA型。
小さい頃から安室奈美恵に似ていると言われたことがある。

### 嗜好
好きな本は『ビブリア古書堂の事件手帖』『マリと子犬の物語』。好きなアーティストは安室奈美恵、絢香。
動物が好きで、サスケ（ポメラニアン）という愛犬を飼っていた。

### 趣味
趣味はファッション、歌、ダンス、筋トレ、散歩、食べること、カフェタイム。

### 特技
特技は歌、ダンス、高速ベロ。
特に歌とダンスのパフォーマンスはグループでも突出して優秀と言われている。乃木坂46所属時から抜群の歌唱力を持ち、2015年12月9日放送の『THEカラオケ★バトル 最強女子ボーカリスト決定戦』に出演し、97〜98点台の高得点を連発し「歌が一番うまいアイドル」との称号を得ていた。ダンスに関しては経験に裏打ちされた正確さと、振り入れの早さを誇っていたことから、音楽番組出演時に選抜メンバーの欠員が生じた際に、ピンチヒッターを務めることが多い。

### 乃木坂46
乃木坂46のダンス七福神、乃木團のギター。
元メンバーの宮澤成良とは頻繁に連絡を取りあう仲であり「親友」と呼んでいる。畠中清羅とはプライベートな相談事をする仲である。また、西野七瀬、生駒里奈、伊藤万理華、伊藤寧々、能條愛未、高山一実、斎藤ちはる、和田まあやとも仲が良い。井上小百合、永島聖羅とは卒業後も会っており、特に永島とはオーディション後に1か月間一緒に暮らしていたことがあり「兄弟的な存在」と語っている。
乃木坂46で好きな曲は「ぐるぐるカーテン」、「13日の金曜日」。

## 作品

### シングル
乃木坂46
- ぐるぐるカーテン（2012年2月22日、SRCL-7900/6） - EAN 4988009051550。
- 乃木坂の詩（2012年2月22日、SRCL-7900/1） - EAN 4988009051550。
- 会いたかったかもしれない（2012年2月22日、SRCL-7902/3） - EAN 4988009051567。
- 失いたくないから（2012年2月22日、SRCL-7904/5） - EAN 4988009051581。
- 白い雲にのって（2012年2月22日、SRCL-7906） - EAN 4988009051598。
- 狼に口笛を（2012年5月2日、SRCL-7970/1） - EAN 4988009052267。
- ハウス!（2012年5月2日、SRCL-7972） - EAN 4988009052298。
- 涙がまだ悲しみだった頃（2012年8月22日、SRCL-8058/9） - EAN 4988009052861。
- 音が出ないギター（2012年8月22日、SRCL-8062/3） - EAN 4988009052908。
- 春のメロディー（2012年12月19日、SRCL-8205/6） - EAN 4988009056456。
- 13日の金曜日（2013年3月13日、SRCL-8255/6） - EAN 4988009080840。
- 扇風機（2013年7月3日、SRCL-8317/8） - EAN 4988009084732。
- 人間という楽器（2013年7月3日、SRCL-8321） - EAN 4988009084756。
- 私のために 誰かのために（2013年11月27日、SRCL-8423/4） - EAN 4988009087887。
- 初恋の人を今でも（2013年11月27日、SRCL-8427/8） - EAN 4988009087900。
- 気づいたら片想い（2014年4月2日、SRCL-8520/6） - EAN 4988009092270。
- ロマンスのスタート（2014年4月2日、SRCL-8520/6） - EAN 4988009092270。
- 吐息のメソッド（2014年4月2日、SRCL-8520/1） - EAN 4988009092270。
- ここにいる理由（2014年7月9日、SRCL-8567/8） - EAN 4988009094236。
- あの日 僕は咄嗟に嘘をついた（2014年10月8日、SRCL-8625/6） - EAN 4988009097275。
- 君は僕と会わない方がよかったのかな（2015年3月18日、SRCL-8784/5） - EAN 4988009104591。
- 別れ際、もっと好きになる（2015年7月22日、SRCL-8844/5） - EAN 4988009110790。
- 嫉妬の権利（2015年10月28日、SRCL-8910/6） - EAN 4988009116747。
- 不等号（2016年3月23日、SRCL-9032/3） - EAN 4988009125503。
- シークレットグラフィティー（2016年7月27日、SRCL-9145/6） - EAN 4988009131429。
- ブランコ（2016年11月9日、SRCL-9260/1） - EAN 4547366278873。
- 風船は生きている（2017年3月22日、SRCL-9374/5） - EAN 4547366297539。
- アンダー（2017年8月9日、SRCL-9491/2） - EAN 4547366319163。
- My rule（2017年10月11日、SRCL-9576/7） - EAN 4547366330335。

こじ坂46
- 風の螺旋（2014年11月26日、KIZM-90317/8） - EAN 4988003460884。

Z-Girls
- What You Waiting For（2019年2月23日）

真洋(mahiro)
- GDBD（2021年7月23日、配信シングル）[34]
- ただ、君がいないだけで（2022年2月25日、配信シングル）[35]
- You're my special（2022年6月29日、配信シングル）[36]
- ねぇ（2022年8月19日、配信シングル）[37]
- Mistake（2022年12月10日、配信シングル）[38]

mahiro
- Right Now（2023年7月23日、配信シングル）[39]

### アルバム
乃木坂46
- 透明な色（2015年1月7日、SRCL-8662/7） - EAN 4988009099934。
- それぞれの椅子（2016年5月25日、SRCL-9078/86） - EAN 4988009128580。
- 生まれてから初めて見た夢（2017年5月24日、SRCL-9437/44） - EAN 4547366307825。
- 僕だけの君〜Under Super Best〜（2018年1月10日、SRCL-9630/7） - EAN 4547366336214。
- Time flies（2021年12月15日、SRCL-12020/30） - EAN 4547366534184。

### 映像作品
- 川村真洋×岡川太郎（2012年2月22日） - EAN 4988009051567。
- 川村真洋×渡邊直（2012年5月2日） - EAN 4988009052243。
- AKB48 リクエストアワー セットリストベスト100 2012（2012年6月13日） - EAN 4580303210611。
- 川村真洋×山田智和（2012年8月22日） - EAN 4988009052892。
- 川村真洋（2012年12月19日） - EAN 4988009056449。
- 川村真洋×奥平功（2013年3月13日） - EAN 4988009080857。
- 16人のプリンシパル@PARCO劇場ダイジェスト（2013年7月3日） - EAN 4988009084725。
- 初夏の全力! 乃木坂46大運動会（2013年7月3日） - EAN 4988009084732。
- 川村真洋×佐藤亜美（2013年11月27日） - EAN 4988009087894。
- 乃木坂46 1ST YEAR BIRTHDAY LIVE 2013.2.22 MAKUHARI MESSE（2014年2月5日） - EAN 4988009090900。
- NOGIBINGO!（2014年3月7日） - EAN 4988021109758。
- Creator's Etude 三木聡編（2014年4月2日） - EAN 4988009092270。
- 川村真洋×大石健弘（2014年7月9日） - EAN 4988009094236。
- NOGIBINGO!2（2014年9月12日） - EAN 4988021299015。
- 川村真洋（2014年10月8日） - EAN 4988009097268。
- 川村真洋&相楽伊織（2015年3月18日） - EAN 4988009104461。
- NOGIBINGO!3（2015年4月24日） - EAN 4988021729635。
- AKB48 リクエストアワーセットリストベスト1035 2015（2015年4月30日） - EAN 4580303213667。
- 乃木坂46 2ND YEAR BIRTHDAY LIVE 2014.2.22 YOKOHAMA ARENA（2015年6月17日） - EAN 4988009110134。
- 伊藤かりん&川村真洋（2015年7月22日） - EAN 4988009110714。
- NOGIBINGO!4（2015年10月16日） - EAN 4988021729734。
- 川村真洋（2015年10月28日） - EAN 4988009116747。
- 悲しみの忘れ方 Documentary of 乃木坂46（2015年11月18日） - EAN 4988104099327。
- 初森ベマーズ（2016年1月20日） - EAN 4988104099433。
- NOGIBINGO!5（2016年2月19日） - EAN 4988021729871。
- 川村真洋（2016年3月23日） - EAN 4988009125503。
- 乃木坂46 3rd YEAR BIRTHDAY LIVE 2015.2.22 SEIBU DOME（2016年7月6日） - EAN 4988009129518。
- NOGIBINGO!6（2016年9月30日） - EAN 4988021714662。
- 乃木坂46 4th YEAR BIRTHDAY LIVE 2016.8.28-30 JINGU STADIUM（2017年6月28日） - EAN 4547366310580。
- NOGIBINGO!7（2017年8月4日） - EAN 4988021146081。
- 乃木坂46 5th YEAR BIRTHDAY LIVE 2017.2.20-22 SAITAMA SUPER ARENA（2018年3月28日） - EAN 4547366344523。
- 乃木坂46 真夏の全国ツアー2017 FINAL! IN TOKYO DOME（2018年7月11日） - EAN 4547366363999。
- いつのまにか、ここにいる Documentary of 乃木坂46（2019年12月25日） - EAN 4988104123695。
- エルピス-希望、あるいは災い-（2023年5月26日） - EAN 4907953263765, EAN 4907953263758。

## 出演

### その他のテレビ番組
- THEカラオケ★バトル（テレビ東京）
  - 最強女子ボーカリスト決定戦（2015年12月9日）[26]
  - 最強女子ボーカリスト決定戦3（2016年6月1日）[40]
  - 最強女子ボーカリスト決定戦5（2016年11月2日）[41]
- 音ボケPOPS（2023年7月1日 - 2024年6月29日、TOKYO MX）MC[42]

### テレビドラマ
- イワクツキ！第弐章（2022年9月5日 - 12日、tvk）幽霊 役[43]
- エルピス-希望、あるいは災い-（2022年10月24日 - 12月26日、関西テレビ）ボンボンガール・MIMI 役[43][44][45]
- 闇金ドッグスX（2024年8月10日、映画・チャンネルNECO）江川望美 役[46]

### Webドラマ
- 川越ミステリー案内 閉ざされた桃源郷（2022年3月18日、DRAMABASE）如月 役[47]
- 潜入バトル！令嬢はスーパー派遣 （2025年5月配信開始、Short Max）長谷川七海 役[48]

### ラジオ
- ミュージック・パーティー（2021年10月5日 - 2023年3月31日、ニッポン放送）メインパーソナリティー[49]

### 舞台
- ミュージカル『Neo Doll』（2024年11月29日 - 12月8日、シアターH） - アザミ 役（草場愛とダブルキャスト）[50]
- 音楽劇『三文オペラ 歌舞伎町の絞首台』（2025年12月17日 - 21日〈予定〉、新宿FACE） - ルーシー 役[51]

### イベント
- アルペンアウトドアーズ プレゼンツ 「HAKUBA ヤッホー！FESTIVAL 2022」（2022年5月21日 - 22日、白馬岩岳マウンテンリゾート）[35]
- SEASONS TV#3（2022年5月24日、Spotify O-EAST）[52]

## 書籍

### 雑誌・新聞連載
- YOUNG GUITAR（シンコーミュージック）
  - ろってぃーのRoad to Guitar Heroine シーズン1（2015年9月10日 - 2016年8月10日）[53]
  - ろってぃーのRoad to Guitar Heroine シーズン2（2017年7月11日 - 2018年）[53]